# Planilaoma luckmanii
Planilaoma luckmanii é uma espécie de gastrópode  da família Charopidae.
É endémica da Austrália.